# 터빈 로터
터빈 로터에 대해 설명한다.
터빈 케이싱에 유입되는 증기의 역할은 열에너지를 기계에너지로 변환되어 발전기를 회전시킨다. 로터는 축과 회전날개로 회전하는 일체를 말한다. 제 1단 회전날개는 터빈 조속단(Control Stage)이라 하는데 터빈의 부하와 속도 제어에 연관되어 있다. 회전 날개와 더불어 회전 축은 가장 크게 응력이 발생하는 부분이므로 강성이 충분해야 하고, 진동을 유발하지 않도록 무게 중심이 균일하여야 한다.